# Roman Starovojt
Roman Vladimirovič Starovojt (in russo Роман Владимирович Старовойт?, traslitterato anche come Roman Vladimirovich Starovoyt; Kursk, 20 gennaio 1972 – Razdory, 7 luglio 2025) è stato un politico russo, ministro dei Trasporti dal maggio 2024 al luglio 2025. In precedenza, era stato governatore dell'oblast di Kursk dal 2019 al 2024, viceministro dei Trasporti e capo dell'Agenzia federale per le strade in tale ministero. Era un membro del partito Russia Unita ed è stato Consigliere di Stato Attivo di 1ª classe della Federazione Russa.
Starovoyt è stato destituito dalla carica di ministro dei Trasporti il 7 luglio 2025 ed è stato trovato morto per una ferita da arma da fuoco nella sua auto poche ore dopo.

## Biografia
Nacque a Kursk, nella Repubblica Socialista Federativa Sovietica Russa, il 20 gennaio 1972; suo padre, Vladimir Starovojt, lavorava come ingegnere presso la centrale nucleare di Kursk, venendo trasferito nel 1974 ala centrale nucleare di Leningrado a Sosnovyj Bor, città dove Roman trascorse la sua infanzia. Si laureò nel 1995 in ingegneria meccanica presso l'Università tecnica statale baltica di San Pietroburgo, specializzandosi in motori termici a impulsi mentre nel 2008 conseguì una seconda laurea in pubblica amministrazione presso l'Accademia nord-occidentale di pubblica amministrazione.
Dopo aver lavorato come manager in diverse imprese, fu assunto all'interno dell'amministrazione di San Pietroburgo a partire dal 2005. Divenuto Vicedirettore del Dipartimento per l'industria e le infrastrutture dell'Ufficio esecutivo del Governo della Federazione Russa nel 2010, è stato poi nominato a capo dell'Agenzia federale delle strade (Rosavtodor) nel 2012, rimanendo in carica fino alla nomina a Viceministro dei trasporti del 2018.
In seguito alle dimissioni di Aleksandr Michajlov, fu nominato l'11 ottobre 2018 come governatore dell'oblast' di Kursk ad interim dal Presidente Vladimir Putin. In seguito nel 2019 si è presentato come candidato apartitico alle primarie di Russia Unita per le elezioni governatoriali che si sarebbero tenute l'8 settembre 2019, venendo confermato come candidato del partito. Confermato governatore con l'81,07% dei voti, nonostante un'affluenza pari al 41,56% degli aventi diritto al voto, rimase in carica fino al 14 maggio 2024, entrando a far parte di Russia Unita il 9 novembre 2020.
L'11 maggio 2024 il Primo ministro Michail Mišustin lo ha proposto come Ministro dei trasporti, incarico assunto il 14 maggio 2024 dopo l'approvazione da parte della Duma di Stato e la nomina da parte del Presidente Vladimir Putin. Il 7 luglio 2025 lo stesso Presidente Putin lo ha dimissionato dall'incarico.
Subito dopo le dimissioni, secondo la ricostruzione delle autorità russe, Starovojt si sarebbe recato al Ministero dove avrebbe preso la sua pistola e si sarebbe sparato un colpo alla testa nella sua macchina a Razdory, villaggio nei pressi di Odincovo nell'oblast' di Mosca. Il suo suicidio sarebbe stato causato da un'indagine per corruzione e appropriazione indebita coordinata dal Ministero degli affari interni in merito alla mancata realizzazione di alcune strutture difensive nell'oblast' di Kursk durante il suo mandato come governatore.

## Vita privata
Si era sposato con l'imprenditrice Svetlana Zagumennova, dalla quale divorziò nel 2021; la coppia ha avuto due figlie: Angelina, nata nel 2006, e Anastasija, nata nel 2010. Successivamente dopo il 2024 ha avuto una relazione con la sua assistente Polina Korneeva.